# 小林昭二
小林昭二（日语：／ Kobayashi Akiji，1930年9月6日—1996年8月27日），日本演员与配音员，本名相同。
出身于东京市淀桥区（现在为新宿区淀桥町・大久保町・户冢町・落合町一带），日本大学藝術系电影科中輟。
1996年8月27日，小林昭二因肺癌病逝，享年65歲。

## 來歷
小林昭二為劇團演員座養成的第2期生，與小澤昭一和土屋嘉男為同期生。1952年，新東寶電影《殺人容疑者》成為他的出道作品。從那時起，主要在舞台劇與各電影公司的電影中參演，同時還積極參與由圓谷製作和東映攝製的特攝作品。包括以《超人力霸王》的村松敏夫隊長，和《假面騎士》系列中的立花藤兵衛一角廣為人知。此外，他還演過《哥吉拉系列》、《卡美拉2 雷吉翁襲來》等多部典型的日本特攝作品。他的個性在當時受到很多合作演員的喜愛。
他曾演過無數歷史和當代劇作品，扮演從好人到反派的多元化角色，類型從倒霉的小市民、犯罪主謀再到瘋狂的小偷均展現了出色演技。他對導演市川崑很有信心，並曾演出市川執導的《金田一耕助》系列所有作品。此外，他在配音員工作方面也有不少成就，諸如擔任好萊塢演員約翰·韋恩的日語配音和講述歷史劇作品[1]。
1996年8月27日，小林昭二因肺癌在昭和大學藤岡醫院逝世。享壽65歲。

## 參與作品

### 電影
- 細雪（1983年）（陳馬仙太郎）
- 哥吉拉vs王者基多拉（1991年）（土橋竜三）
- 哥吉拉vs摩斯拉（1992年）（土橋竜三）
- 卡美拉2 雷吉翁襲來（1996年）（武器小隊先任空曹）
- 超人力霸王傑斯（1996年）（釣魚者）
- 超人力霸王傑斯2 光與影（1997年）（影像登場，釣魚者）

### 電視劇
- 超人力霸王系列
  - 超異象之謎（1966年）（天野二等空佐）
  - 超人力霸王（1966年-1967年）（村松敏夫隊長）
  - 超人七號（1967年）（上班族・佐藤）
  - 怪奇大作戰（1967年）（警視庁・町田大蔵警部）
  - 歸來的超人力霸王（1971年）（神丸・高村船長）
  - 超人力霸王衛司（1972年）（第6集 新星號・小山飛行士）
  - 超人力霸王葛雷（1993年）日語配音（亞瑟・葛蘭特隊長）

- 假面騎士系列
  - 假面騎士（1971年-1973年）（立花藤兵衛）
  - 假面騎士V3 (1973-1974年）（立花藤兵衛）
  - 假面騎士X (1974年）（立花藤兵衛）
  - 假面騎士AMAZON(1974-1975年）（立花藤兵衛）
  - 假面騎士Stronger(1975年-1976年）（立花藤兵衛）
- 西部警察（日语：西部警察）PART-II（1983年） PART-III（1983年 - 1984年） - 南長太郎刑事
- 上海人在东京（1996年）（佐佐木）